# 伊藤広幾

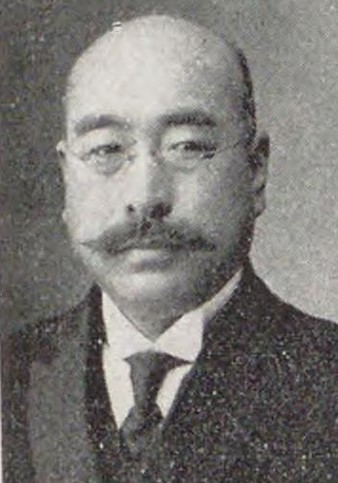
伊藤広幾

伊藤 広幾（いとう ひろちか / ひろき、1870年1月4日（明治2年12月3日） - 1923年（大正12年）4月4日）は、日本の篤農家、実業家、政治家。衆議院議員。

## 経歴
陸中国稗貫郡、のちの岩手県稗貫郡根子村（花巻川口町、花巻町を経て現花巻市）で、伊藤弓太の長男として生まれる。1893年、札幌農学校農学科を卒業した。その後、北海道空知郡奈江村（現奈井江町）の土地50万坪を借りて開墾に従事。1895年、夕張郡角田村（現栗山町）に移り、水田の開墾に尽力し、同村を北海道水田の模範地となした。角田村会議員、同村農会長、夕張郡農会長、北海道農会副会長を歴任。
1919年11月、資本金百万円で北海道殖産銀行を設立し頭取に就任。本店を角田村字栗山市街に、札幌市に支店を設けた。
1920年5月、第14回衆議院議員総選挙で北海道第七区から立憲政友会所属で出馬し当選したが、在任中に東京で死去した。